# Mecaphesa coloradensis
Mecaphesa coloradensis es una especie de araña cangrejo del género Mecaphesa, familia Thomisidae, orden Araneae.

## Distribución
Esta especie se encuentra en América del Norte: México y los Estados Unidos.

## Taxonomía
Fue descrita científicamente por Gertsch en 1933.
Tratamiento taxonómico
La especie aparece registrada y publicada en New genera and species of North American spiders. American Museum Novitates 636: 1–28.